# Курячий паприкаш
Курячий паприкаш (угор. Paprikás csirke або paprikás csirke; нім. Paprikahendl) — поживна страва з курятини, класична страва австрійської та угорської кухні. Назва походить від того, що страву щедро посипають паприкою, спецією, яка широко використовується в угорській кухні.
В давнину курячий паприкаш готували з дорослих курей, щоб додати страві більш насиченого смаку. Нині, для приготування курячого паприкашу часто використовуються курячі ніжки або грудки. Куряче м'ясо солять і перчать а потім обсмажують до золотистого кольору на олії і на деякий час відкладають. На залишковому жирі обсмажують дрібно нарізану цибулю і нарізаний соломкою свіжий солодкий перець, додають курячий бульйон, часник і солодку паприку. Потім додають обсмажену курятину, яку тушкують до тих пір, доки м'ясо не буде легко відокремлюватися від кісток. Далі в сметану додають трохи борошна, добре розмішують, виливають у паприкаш і доводять до кипіння.
Курячий паприкаш подають з галушками або макаронними виробами. В Угорщині курячий паприкаш також подають з тархонею і зеленим салатом.